# Beszermánok
A beszermánok, ritkábban beszermjánok (oroszul: бесермяне, udmurtul: бесерманъёс, tatárul: бисермәннәр) egy udmurt nyelvet beszélő, viszont az udmurtokhoz képest eltérő identitással, néprajzzal, és nyelvjárással rendelkező népcsoport, akik Udmurtföld északi, észak-nyugati területein élnek. Legtöbbjük a szunnita iszlám vallást követi, míg kisebbik részük az orosz ortodox egyház tagja.

## Elnevezésük
A beszermán szó jelentése ’muzulmán’, de a beszermánoknak nincs közük a magyarországi böszörményekhez, bár ők maguk meg vannak győződve arról, hogy rokonságszerű kapcsolat áll fenn közöttük. A középkori orosz krónikák néha említést tettek róluk, de nem egyértelmű hogy a kifejezés a modern értelemben vett etnikai csoportot jelölte-e, vagy pedig általános értelemben használták minden muzulmánra. Valószínű, hogy a kifejezést tágabb értelemben használták, mielőtt etnikai névvé vált volna.

## Nyelv
A beszermánok etnikailag különböznek az udmurtoktól, a beszermán nyelvjárás pedig az udmurt nyelvnek az északi és a déli nyelvjárásterületei mellett, a harmadik, karakteresen elkülönülő nyelvjárásterülete. Beszélőik Udmurtia északi részén, illetve részben attól nyugatra, a Kirovi területen, az északi nyelvjárásterületbe ékelve, több szórványban élnek. A beszermánok nem csupán nyelvileg, de néprajzilag is eltérnek a szomszédos udmurtoktól. Az udmurt nyelvterületen ritka, hogy szomszédos települések néprajzilag és nyelvileg is erősen különbözzenek, éppen ezért előfordul, hogy a beszermánokról mint külön népről, nyelvjárásukról mint önálló nyelvről beszélnek. Ugyanakkor a beszermán nyelvjárások nem lógnak ki az udmurt nyelvjárások rendszeréből, s bár vannak sajátos, csak a beszermánra jellemző vonásaik, a beszermán bizonyos hangtani jellemzőiben a déli, alaktaniban pedig az északi nyelvjárásokkal egyezik meg. Maguk a nyelvjárást beszélők gyakran hangsúlyozzák beszermán, és nem udmurt identitásukat.

## Eredetük
Korábban az a nézet uralkodott, hogy a beszermánok 'eludmurtosodott' bolgár-törökök (csuvasok), akik a keresztény térítés előtt – szemben a pogány udmurtokkal – muzulmánok voltak. A beszermán népnevet is a muzulmán szóval hozzák összefüggésbe. A beszermán nyelvjárás jellegzetes vonásait is csuvas szubsztrátummal magyarázták korábban. Ugyanakkor ma már az a nézet az uralkodó, hogy a beszermán nyelvjárás sajátos jelenségeit török alapnyelvre való hivatkozás nélkül is magyarázhatjuk, a néhány valóban törökös vonás pedig kései tatár hatásnak is betudható. A beszermán szókincs vizsgálata alapján Ruszlan Irekovics Idriszov orosz nyelvész arra a következtetésre jutott, hogy az udmurtban egyébként is előforduló csuvas eredetű szókincsen túl, plusz csuvas hatás nem mutatható ki, tatár viszont igen. Amennyiben ez az elmélet helyes, a beszermánok mindig is udmurtok voltak, de őket a tatárokon keresztül jóval erősebb török hatás érte.